# Аваншельф

Sediment
Rock
Mantle

Аваншельф — висунута в сторону океану частина шельфу, яка занурена на глибину 700—1000 м і більше. Площа аваншельфу сягає десятків і сотень тис. км²